# إمارة القواسم
إمارة القواسم توضيح تاريخ إمارة القواسم
الدولة القاسمية أو إمارة القواسم دولة عربية قامت في الإمارات بعد الاحتلال البرتغالي وسقوط مملكة هرمز نتيجة الاحتلال، حكامها ينتمون إلى قبيلة القواسم حكام إماراتي رأس الخيمة والشارقة حالياً.

## الإمارات والمدن
- إمارة رأس الخيمة
- إمارة الشارقة
- إمارة عجمان
- إمارة الفجيرة
- إمارة أم القيوين
- إمارة لنجة
- كلباء
- دبا
- الرمس
- شناص
- صحار
- مسندم
- قشم
- شعم

## القوة البحرية
اعترفت الإمبراطورية البريطانية بقوة أسطول القواسم ونفوذها على بحر الخليج العربي وخليج عمان وسيطرتها على سواحل مضيق هرمز. 
عدد الموانئ : 8
السفن الكبيرة : 63
السفن الصغيرة : 810
عدد الرجال : 20 الف

## قائمة الحكام بالترتيب
| الرقم. | الحاكم             | الاسم الكامل                         | صورة | بداية الحكم | نهاية الحكم | ملاحظات |
| ------ | ------------------ | ------------------------------------ | ---- | ----------- | ----------- | --- |
| 1      | رحمة بن مطر        | السيد رحمة الأول بن مطر القاسمي      |      | 1560م       | 1600م       | أول حاكم في إمارة القواسم |
| 2      | محمد بن رحمة       | السيد محمد بن رحمة بن مطر القاسمي    |      | 1600م       | 1630م       | تولى الحكم بعد وفاة أخيه رحمة بن مطر القاسمي عام 1760.<ref name="مرجع1">صلاح عبد الحميد (2016). شخصيات أثرت الحياة الإماراتية. أطلس للنشر والإنتاج الإعلامي. ص. 131. ISBN:9796500255194. |
| 3      | سيف بن علي         | السيد سيف بن علي بن صالح القاسمي     |      | 1630م       | 1650م       | |
| 4      | رحمة بن محمد       | السيد رحمة بن محمد بن القاسم القاسمي |      | 1650م       | 1680م       | |
| 5      | مطر بن رحمة        | السيد مطر بن رحمة بن مطر القاسمي     |      | 1680م       | 1700م       | |
| 6      | رحمة الثاني بن مطر | السيد رحمة بن مطر بن رحمة القاسمي    |      | 1700م       | 1745م       | |
| 7      | مطر بن رحمة        | السيد مطر بن رحمة بن مطر القاسمي     |      | 1745م       | 1751م       | |
| 8      | رحمة الثالث بن مطر | السيد رحمة بن مطر القاسمي            |      | 1751م       | 1760م       | |
| 9      | راشد بن مطر        | السيد راشد بن مطر القاسمي            | A    | 1760م       | 1777م       | وصلت حدوده إلى الرستاق |
| 10     | صقر بن راشد        | السيد صقر بن راشد بن مطر القاسمي     |      | 1777م       | 1803م       | |
| 11     | سلطان بن صقر       | الأمير سلطان بن صقر بن راشد القاسمي  |      | 1963م       | 1964م       | آخر حاكم لإمارة القواسم قبل تفككها إلى رأس الخيمة والشارقة ولنجة ووكلباء ودبا. |